# Galičak
Galičak je nenaseljeni otočić u hrvatskom dijelu Jadranskog mora.
Njegova površina iznosi 0,048 km². Dužina obalne crte iznosi 0,91 km.